# Фагот (фильм)
«Фагот» — российский фильм-комедия 2018 года режиссёра Бориса Гуца, снятый по его же сценарию, с Анастасией Прониной и Юлией Ауг в главных ролях. Считается первым российским фильмом, снятым на мобильный телефон, и одним из лучших фильмов года.

## Сюжет
Главный герой фильма, Максим, решает порвать со своей девушкой, но не знает, как это сделать. Не получив помощи от сестры и матери, он применяет абсурдный приём: заявляет девушке, что он гей. Та рассказывает об этом в социальных сетях, и Максима осуждают все друзья и близкие (кроме сестры, с которой у него есть определённое понимание). В финале герой вспоминает историю из детства и понимает, что нестандартный выход из ситуации нашёлся не просто так.
Название фильма является отсылкой к музыкальному прошлому главного героя и к англоязычному жаргонному выражению faggot, означающему нетрадиционную сексуальную ориентацию.

## В ролях
- Анастасия Пронина
- Юлия Ауг
- Ольга Кавалай-Аксёнова
- Александр Дривень
- Анна Даукаева

## Восприятие
Фильм целиком снят на iPhone. Зрители видят происходящее глазами главного героя, который постоянно находится за кадром. На экране присутствует только один персонаж (если не считать массовые сцены).
Фильм получил диплом Гильдии киноведов и критиков и именной приз продюсера Армена Медведева на всероссийском кинофестивале «Окно в Европу» (август 2018 года). «Афиша», «СоюзКино» и «Эсквайр» включили «Фагот» в список лучших российских фильмов 2018 года. Рецензент «СоюзКино» назвал фильм «маленькой… остроумной и обаятельной картиной», которая «смотрится на одном дыхании и дарит чистое зрительское удовольствие». Рецензент «Эсквайра» пишет о «юморе, который сочетается с редким сентиментальным гуманизмом — и искренней толерантностью в финале». В «Известиях» «Фагот» назвали фильмом, который «интересен не только смелой формой, но и провокационным содержанием», но сюжет фильма признали «неказистым».
Обозреватель газеты «Труд» охарактеризовал «Фагот» как «парадоксальный и острый, смешной и нелицеприятный, хулиганский и свободный» фильм, который «в иронических, саркастических тонах набрасывает портрет определенной части современной городской молодежи, не имеющей твердых моральных принципов, ясного мировоззрения, созидательной энергии». В то же время для Дмитрия Сосновского из «Российской газеты» «Фагот» — «безбожная кустарщина» с «малубедительной» актёрской игрой, «ужасным звуком» и фальшивым мелодраматизмом в финале.